# Dugesia
Dugesia é um género botânico pertencente à família Asteraceae.